# Bustul lui Mihai Eminescu din Bălți
Bustul lui Mihai Eminescu din Bălți instalat pe un postament se află în curtea Liceului „Mihai Eminescu”. Este un monument de for public.

## Statut de protecție
Din 1993 până în 2018, bustul era clasificat drept monument de artă de însemnătate națională în cadrul Registrului monumentelor ocrotite de stat din Republica Moldova. Registrul monumentelor de for public, în care se află acum, a fost creat în același an.